# Iridium (browser)
Iridium is een gratis, vrij en open source webbrowser. Iridium is gebaseerd op de layout-engine Blink van Chromium. De browser stelt privacy centraal. Om dit doel te bereiken zijn veel features van Chromium uitgeschakeld. Iridium wordt gesteund door de Open Source Business Alliance.